# Pedro Salsas y Trillas

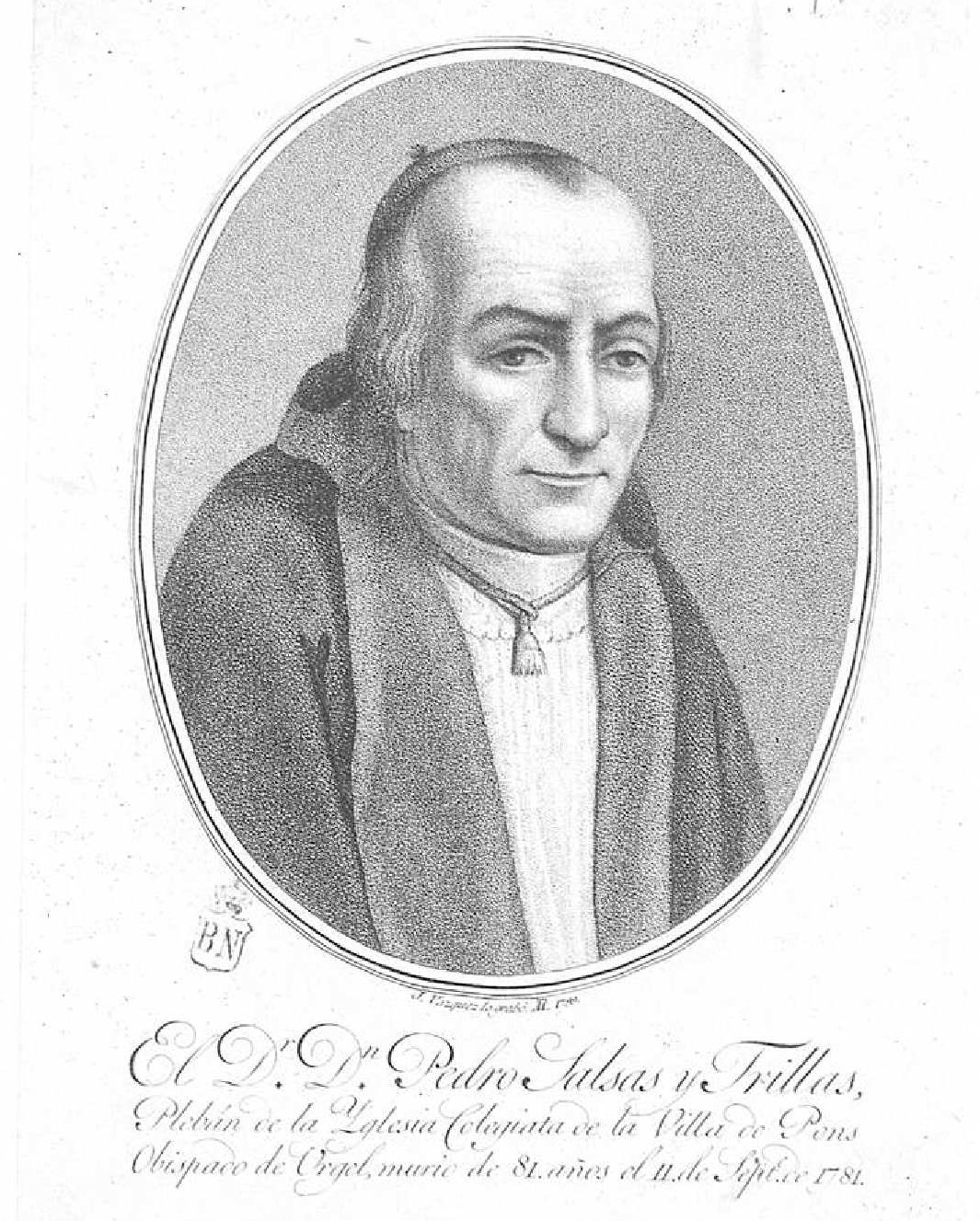
Pere Salsas y Trillas, grabado de José Vázquez. Inscripción: «El Dr. Dn. Pedro Salsas y Trillas Plebán de la Yglesia Colegiata de la Villa de Pons, Obispado de Urgel, murió de 81 años el II de Sept^{e}. de 1781». Biblioteca Nacional de España.

Pere Salsas y Trillas o Salses (La Llagonne, c. 1701-Pons, 2 de septiembre de 1781) fue un presbítero catalán.
Nacido en La Llagonne (la Llaguna), actualmente en el departamento francés de los Pirineos Orientales, en la Alta Cerdaña, doctor en teología y bachiller en cánones por la Universidad de Cervera, rector de la iglesia parroquial de Santa María de Llivia en el obispado de Urgel, más adelante plebán de Pons —actualmente Ponts— y examinador y visitador sinodal del mismo obispado, fue autor de un célebre prontuario para predicadores editado en cinco tomos, el Promptuari moral sagrat y cathecisme pastoral de platicas doctrinals y espirituals sobre tots los punts de la doctrina christiana, Barcelona, Estampa de Teresa Piferrer, 1754-1757.
Del sermonario de Salsas se hizo traducción castellana por el carmelita Francisco Espinac, que salió editada en Madrid en la Imprenta de la viuda e hijo de Marín, 1797-1801: Catecismo pastoral, y prontuario moral sagrado de platicas doctrinales y espirituales sobre todos los puntos de la doctrina christiana, apoyado en la Sagrada Escritura, santos padres y doctores católicos: utilísimo no solo a los párrocos y oradores evangélicos para predicar con acierto y fruto las quaresmas, dominicas y demás festividades ocurrentes, de difuntos, almas del purgatorio, rogativas por agua y otras necesidades públicas, sino a los padres de familia y amos, para enseñar a sus hijos y criados el camino del cielo.
Salsas justificaba en el prólogo el uso del catalán en su redacción y lo terminaba, según Félix Torres Amat, con un «elogio de los catalanes y de su lengua». De él se ha destacado, además, el carácter barroco de su prosa narrativa, su dominio de la técnica retórica y la amplia utilización de ejemplos y símiles de invención propia o de raíz popular que salpican toda la obra, escrita en «paraules senzilles i llanas» pues no es simplemente un sermonario al uso destinado a los profesionales de la predicación, aunque contenga modelos para la predicación, sino un libro para ser leído también en casa, en especial por los padres de familia que, según aconsejaba en el prólogo, por la obligación que les toca en la educación de sus hijos y criados, al menos una vez a la semana deberían leer a todos los de la casa una de sus pláticas.
Además del Promptuari, redactado probablemente durante su estancia en Llivia, por encargo del obispo de Urgel Sebastián de Emparán recopiló, ordenó y armonizó, junto con el rector de la iglesia de San Miguel de la Seo, las constituciones sinodales de la diócesis, editadas en latín en Barcelona en la imprenta de Joan Piferrer en 1748: Constitutionis synodales dioecesis Urgellensis. A Salsas se le ha atribuido también la redacción de una inédita De constitutione et origine iuris Cathaloniae, supuesto tratado histórico sobre el origen del derecho catalán, y un ensayo sobre el episcopologio de Urgel. No se tiene noticia de los manuscritos y es probable que se trate de una confusión con las constituciones sinodales citadas y el episcopologio en dieciocho hojas que las encabeza.